# Annelies Van Parys
Pour les articles homonymes, voir Van Parys.
Annelies Van Parys (Bruges, 5 juin 1975) est une compositrice belge. Elle a composé pour le répertoire de la musique de chambre, la musique symphonique et pour l'opéra.

## Carrière
Annelies Van Parys étudie au Conservatoire de Gand, le piano avec Johan Duijck et la composition avec Luc Brewaeys.
En 2001, elle compose Phrases V pour guitare, harpe, piano et percussions. La pièce est écrite pour le séminaire Ictus et créée à Bruges par l'ensemble Contr'Art. Elle reçoit le prix Vlaanderen / Québec où l'œuvre est jouée (Montréal 2002). En 2005, elle écrit Méditation, un morceau pour deux quintettes à vent, créée par I Solisti del Vento, à l'occasion d'un festival organisé par le centre d'arts deSingel à Anvers, le 23 octobre 2005. Sa première symphonie, sous-titrée « Carillon », écrite sur une commande de Luc Brewaeys, est créée au Palais des beaux-arts de Bruxelles, le 26 octobre 2006 par deFilharmonie sous la direction de Sian Edwards.
Son Poème pour voix est composé pour la mezzo-soprano Els Mondelaers et créé à l'Academia Belgica de Rome le 30 mars 2006. L'année suivante, Van Parys reçoit la commande de Stanza pour harpe, du centre de La Byloke, où elle est créée par Isabelle Moretti le 8 mars 2007. Elle compose Ruhe, fondé sur un chœur de Schubert et donné au Muziektheater Transparant, par le Collegium Vocale Gent sous la direction de Christoph Siebert et de 2007 à 2010 lors de festivals en Europe et en Australie. Sa seconde symphonie, « Les Ponts », est écrite pour le Symfonieorkest Vlaanderen, qui en donne la création sous la direction d'Otto Tausk au Conservatoire de Bruxelles le 14 mars 2008.
Van Parys compose An Index of Memories pour cinq voix et ensemble en 2009 et 2010, pour une interprétation scénique du Spectra Ensemble. Mise en scène par Caroline Petrick, la première est donnée par le Muziektheater Transparant d'Antwerp le 12 mars 2010, par le Vocaallab Nederland, Spectra Ensemble et Triatu, sous la direction de Marit Strindlund. Van Parys écrit Een Oresteia pour voix de femmes et ensemble, commandé par la fondation Eduard van Beinum. Une autre œuvre théâtrale est créée pour la première fois au Concertgebouw de Bruges, le 18 février 2011, de nouveau par Muziektheater Transparant dans une mise en scène de Caroline Petrick, alors que la musique est interprétée par le Vocaallab Nederland (Bauwien Vandermeer, Els Mondelaers, Elsbeth Gerritsen) et l'ensemble Asko/Schönberg, sous la direction d'Alejo Pérez.
Son premier opéra intitullé Private Views, sur un livret de Tom Creed, est créé au Muziektheater Transparant le 13 mai 2015.
Van Parys a enseigné la composition et l’analyse au Conservatoire de Bruxelles et le piano au Conservatoire de Bruges.

## Prix et récompenses
Van Parys a reçu le Prix Vlaanderen/Quebeq en 2001, le prix Jeugd en Muziek en 2004 et le prix des Frères Darche en 2009. 
Elle est lauréate de l'Académie Royale Flamande des Arts et des Sciences de la Belgique en 2011 et membre de l'Académie à partir de 2014. Elle reçoit également le prix Fedora-Rolf Liebermann pour son premier opéra, « Private Views » en 2014.

## Œuvres (sélection)
- Phrases V (2001), pour guitare, harpes, piano et percussion
- Méditation (2005), pour double quintette à vent
- Première symphonie « Carillon » (2006)
- Poème (2006), pour voix seule (mezzo)
- Stanza (2007), pour harpe
- 'Deuxième symphonies « Les Ponts » (2008)
- An Index of Memories (2009–2010), pour ensemble de 5 voix.
- Een Oresteia (2011), pour 3 voix de femmes.
- Chacun(e) sa chaconne (2017), pour violoncelle et piano cello en piano.